# Monte Sulivan
El monte Sulivan (mismo nombre en inglés) es una elevación de 469 m s. n. m. ubicada en el sector central (aproximándose al sur) de la isla Gran Malvina, en las islas Malvinas, en las cercanías del lago Sulivan y al noroeste del asentamiento de Bahía Fox.